# Richard Hely-Hutchinson, 6. Earl of Donoughmore

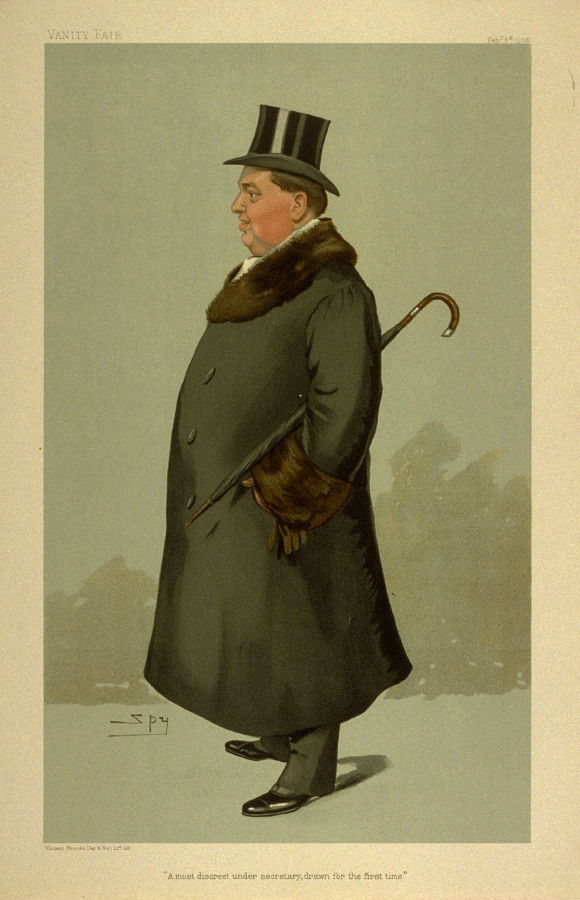
„A most discreet under secretary, drawn for the first time“: Richard Hely-Hutchinson, 6. Earl of Donoughmore
(Karikatur von Leslie Ward (Spy) im Vanity Fair, 9. Februar 1902)

Richard Walter John Hely-Hutchinson, 6. Earl of Donoughmore, KP, KJStJ, PC, DL, JP (* 2. März 1875; † 19. Oktober 1948) war ein britischer Peer und Politiker der Conservative Party.

## Leben

### Familiäre Herkunft und Earl of Donoughmore
Hely-Hutchinson war das älteste Kind und einzige Sohn von John Hely-Hutchinson, 5. Earl of Donoughmore und dessen Ehefrau Frances Isabella Stephens, einer Tochter von General William Frazer Stephens. Als Heir apparent seines Vaters führte er den Höflichkeitstitel Viscount Suirdale. Seine Eltern hatten des Weiteren vier Töchter, wobei seine jüngere Schwester Nina Blanche Hely Hutchinson am 11. Mai 1877 im Alter von knapp sechs Monaten verstarb. Die zweitjüngste Schwester Evelyn Hely Hutchinson war in erster mit Oberst Francis Douglas Farquhar verheiratet, der im Ersten Weltkrieg am 20. März 1915 als Kommandeur der Princess Patricia’s Canadian Light Infantry fiel, sowie in zweiter Ehe mit Dougal Orme Malcolm, der zeitweilig Präsident der British South Africa Company war. Die drittjüngste Schwester Norah Hely Hutchinson heiratete in erster Ehe Harold Ernest Brassey, der als Oberstleutnant bei den Royal Horse Guards diente und am 16. Juli 1916 ebenfalls im Ersten Weltkrieg fiel, woraufhin sie später in zweiter Ehe von 1917 bis zur Scheidung 1934 mit Major Alan Charles Douglas Graham verheiratet war, ehe sie zwischen 1935 und dem Tode des Ehemanns 1949 in dritter Ehe mit Geoffrey Wilfred Melson Smith verheiratet war. Seine jüngste Schwester Margarita Oonah Isabella Hely Hutchinson verstarb wiederum am 1. Juli 1894 mit fünf Jahren.
Richard Hely-Hutchinson selbst absolvierte nach dem Schulbesuch ein Studium am New College der University of Oxford, das er mit einem Master of Arts (M.A.) abschloss. Danach war er zwischen 1898 und 1900 als Privatsekretär des Gouverneurs der Kronkolonie Hongkong, Henry Arthur Blake. Beim Tod seines Vaters erbte er am 5. Dezember 1900 die in der Peerage of Ireland verliehenen Titel als 6. Earl of Donoughmore, 6. Viscount Donoughmore, of Knocklofty in the County of Tipperary, und als 7. Baron Donoughmore, of Knocklofty in the County of Tipperary, sowie den in der Peerage of the United Kingdom geschaffenen Titel als 6. Viscount Hutchinson, of Knocklofty in the County of Tipperary. Mit dem Letzteren war ein Sitz im britischen House of Lords verbunden, dem er bis zu seinem Tod angehörte. Er leistete Militärdienst im 3. Bataillon des 18th (Royal Irish) Regiment of Foot und wurde am 16. November 1901 zum Hauptmann (Captain) befördert. Bereits zwei Monate später schied er am 4. Januar 1902 aus dem aktiven Militärdienst aus. 1903 war er kurzzeitig Mitglied des Schulausschusses von London für Marylebone.

### Unterstaatssekretär und stellvertretender Sprecher des Oberhauses
Premierminister Arthur James Balfour berief Hely-Hutchinson am 12. Oktober 1903 als Nachfolger von Albert Yorke, 6. Earl of Hardwicke zum Parlamentarischen Unterstaatssekretär im Kriegsministerium (Parliamentary Under-Secretary of State for War). Diese Funktion bekleidete er bis zum Ende von Balfours Amtszeit am 4. Dezember 1905 und war zugleich zwischen 1904 und 1905 Zivilmitglied des Armeeausschusses. 1911 wurde er stellvertretender Sprecher des Oberhauses (Deputy Speaker of the House of Lords) sowie Vorsitzender der Oberhausausschüsse (Lord Chairman of Committees of the House of Lords) und bekleidete beide Ämter zwanzig Jahre lang bis 1931.
1913 wurde Hely-Hutchinson Nachfolger des am 3. Januar 1913 verstorbenen James Hamilton, 2. Duke of Abercorn als Großmeister der Großloge der Freimaurer von Irland und bekleidete diese Funktion bis zu seinem Tode 1948, woraufhin Raymond Frederick Brooke sein Nachfolger wurde. Am 18. April 1916 wurde er Ritter von St. Patrick (KP). Während des Ersten Weltkrieges leistete wurde er zwischen 1916 und 1917 in den aktiven Militärdienst zurückberufen und leistete diesen als Hauptmann im 3. Bataillon des 18th (Royal Irish) Regiment of Foot. Er wurde für seine militärischen Verdienste zwei Mal im Kriegsbericht erwähnt (Mentioned in dispatches). Des Weiteren war er für das britische Rote Kreuz in Frankreich tätig und erhielt 1917 seine Beförderung zum Oberst (Colonel) auf der allgemeine Personalliste (General List). Für seine Verdienste wurde er darüber hinaus mit dem Leopoldsorden von Belgien geehrt sowie Knight of Justice des Order of Saint John (KJStJ).

### Mitglied des irischen Senats und Vorsitzender der Donoughmore-Kommission
Hely-Hutchinson, der am 25. Juni 1918 auch Mitglied des Privy Council (PC) wurde, bekleidete zeitweilig die Ämter als Deputy Lieutenant (DL) des County Waterford und des County Tipperary sowie als Friedensrichter (Justice of the Peace) diesen beiden Grafschaften. Nach der Verabschiedung des Irischen Selbstverwaltungsgesetzes (Government of Ireland Act) 1920 wurde er 1921 Mitglied des Oberhauses (Senate) des Parlaments von Südirland (Parliament of Southern Ireland). Da dieses wie das Unterhaus von den irischen Nationalisten boykottiert, so dass sich nur 15 von 61 Mitgliedern versammelten. Im Gegensatz zum Unterhaus fanden allerdings zwei weitere Senatsversammlungen statt, bevor er durch Schaffung des irischen Freistaates 1922 ebenfalls aufgelöst wurde. 
Später war Hely-Hutchinson zwischen 1927 und 1928 Vorsitzender einer Verfassungs-Sonderkommission für Britisch-Ceylon. Auch nach dem Abschluss der Arbeit der nach ihm benannten „Donoughmore-Kommission“ kam es zu keiner wirklichen Mitbestimmung der einheimischen Bevölkerung in der Regierung. Zwar wurden jetzt sieben der zehn Minister gewählt, doch die drei wichtigsten Ministerposten wurden weiterhin vom britischen Gouverneur vergeben.

### Ehe und Nachkommen
Am 21. Dezember 1901 heiratete Hely-Hutchinson Elena Maria Grace. Aus dieser Ehe gingen zwei Söhne und eine Tochter hervor. Der älteste Sohn John Michael Henry Hely-Hutchinson war zwischen 1943 und 1945 Abgeordneter des Unterhauses (House of Commons) für den Wahlkreis Peterborough und erbte nach dem Tode seines Vaters am 19. Oktober 1948 den Titel 7. Earl of Donoughmore sowie die anderen Adelstitel. Die einzige Tochter Doreen Clare Hely-Hutchinson war die Ehefrau von Bartholemew Pleydell-Bouverie, einem Sohn von Jacob Pleydell-Bouverie, 6. Earl of Radnor, und verstarb bereits im Alter von 37 Jahren bei einem Unfall am 2. August 1942. Der jüngere Sohn David Edward Hely Hutchinson diente als Oberstleutnant (Lieutenant Colonel) bei den Royal Engineers der Territorial Army im Zweiten Weltkrieg.